# تپه قلقل دره
تپه قلقل دره مربوط به عصر مفرغ - دوره هخامنشی - دوره اشکانیان است و در شهرستان زنجان، بخش مرکزی، دهستان بوغدا کندی، ۱ کیلومتری غرب روستای شاه بداغ واقع شده و این اثر در تاریخ ۱۸ اسفند ۱۳۸۷ با شمارهٔ ثبت ۲۵۳۱۹ به‌عنوان یکی از آثار ملی ایران به ثبت رسیده است.